# Gaśnica

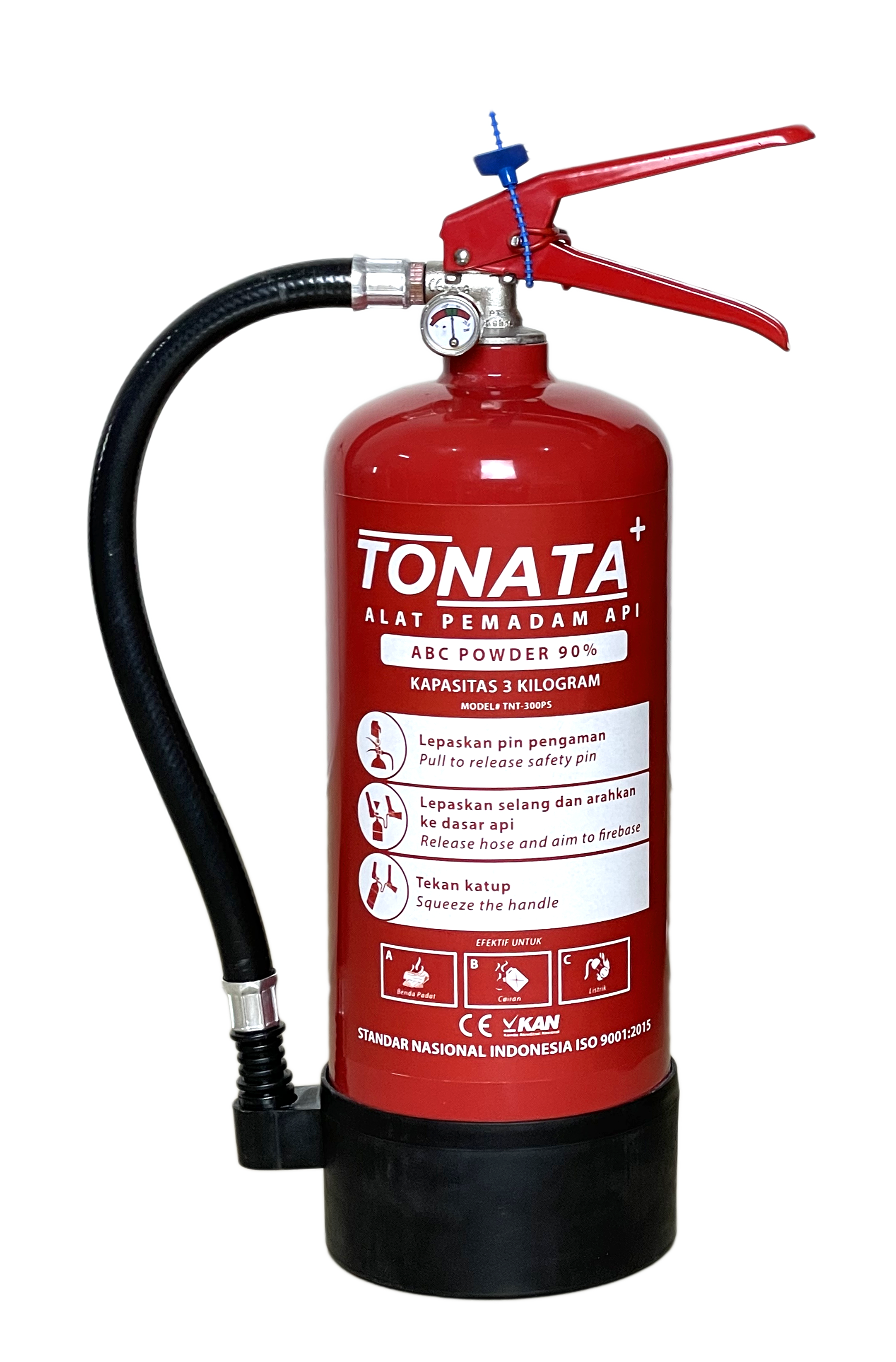
Gaśnica do pożarów typu A, B i C, zawierająca proszek gaśniczy

Gaśnica – urządzenie (najczęściej przenośne) służące do gaszenia pożarów. Mniejsze gaśnice stosuje się w samochodach, większe w obiektach publicznych i przemysłowych. Istnieją także agregaty gaśnicze złożone z jednej lub większej liczby dużych gaśnic zaopatrzonych we wspólną dyszę i umieszczonych na dwukołowym podwoziu oraz zestawy gaśnicze na wózku trolley2 - zestawy takie składają się z kilku gaśnic, przez co zwiększona jest skuteczność gaśnicza.

## Historia
Na pomysł pierwszej gaśnicy wpadł w 1734 niemiecki medyk M. Fuches, który proponował wrzucanie w ogień szklanych pojemników ze słoną wodą. Kolejna propozycja rozwiązania gaśnicy należała do George’a Manby’ego, który w 1816 skonstruował gaśnicę zawierającą wodny roztwór węglanu potasu oraz sprężone powietrze.

## Oznaczenie gaśnic w Polsce
Gaśnice zgodnie z przepisami polskiego prawa, muszą być pomalowane na kolor czerwony. Wymagania dotyczące koloru gaśnic śniegowych określa Polska Norma PN-EN 3-7:2004 Gaśnice przenośne – Rodzaje, czas działania, pożary testowe grupy A i B. Zgodnie z nią wskazane jest, aby gaśnice śniegowe były pomalowane na kolor czerwony, farbą typu RAL 3000.
Każda gaśnica posiada etykietę opisującą jej przeznaczenie i sposób użycia. 
Zgodnie z rozporządzeniem Ministra Spraw Wewnętrznych i Administracji z dnia 7 czerwca 2010 r. w sprawie ochrony przeciwpożarowej budynków, innych obiektów budowlanych i terenów:
1. Gaśnice w obiektach powinny być rozmieszczone:
  1. w miejscach łatwo dostępnych i widocznych, w szczególności:
    1. przy wejściach do budynków,
    2. na klatkach schodowych,
    3. na korytarzach,
    4. przy wyjściach z pomieszczeń na zewnątrz,

  2. w miejscach nienarażonych na uszkodzenia mechaniczne oraz działanie źródeł ciepła (piece, grzejniki),
  3. w obiektach wielokondygnacyjnych – w tych samych miejscach na każdej kondygnacji, jeżeli pozwalają na to istniejące warunki.
2. Przy rozmieszczaniu gaśnic muszą być spełnione następujące warunki:
  1. odległość z każdego miejsca w obiekcie, w którym może przebywać człowiek, do najbliższej gaśnicy nie powinna być większa niż 30 m,
  2. do gaśnic powinien być zapewniony dostęp o szerokości co najmniej 1 m.

Każda gaśnica powinna być wyposażona w zawór samozamykalny, umożliwiający przerwanie wypływu środka gaśniczego w dowolnym momencie. Uruchomienie gaśnicy powinno być możliwe bez konieczności odwracania jej do góry dnem (dawniej stosowano gaśnice, które odwracało się, aby wbić specjalny zbijak uwalniający gaz napędowy). Gaśnice zawierające ponad 3 kg środka gaśniczego powinny być wyposażone w wąż odpowiedniej długości, to jest nie mniejszej niż 80% wysokości gaśnicy. Jako czynnik napędowy w gaśnicach mogą być stosowane wyłącznie gazy niepalne (obojętne), takie jak azot, hel, argon itp.
Ponieważ gaśnice mogą mieć różne kształty i różne wypełnienia, dla łatwiejszej orientacji, wprowadzono literowe oznaczenia określające, jaki typ pożaru można nimi gasić.
Oznaczenia literowe środków gaśniczych stosowane w Europie:
- A – do gaszenia pożarów ciał stałych, które, paląc się, nie tylko powodują płomień, ale także ulegają rozżarzeniu np. drewna, papieru, gumy,
- B – do gaszenia pożarów cieczy i ciał stałych, które, paląc się, ulegają stopieniu np. benzyny, polietylenu, smoły,
- C – do gaszenia pożarów gazów palnych np. metanu, acetylenu, propanu,
- D – do gaszenia pożarów metali palnych np. magnezu, sodu, uranu, litu
- F – do gaszenia pożarów łatwopalnych środków gotujących (oleje roślinne, tłuszcze zwierzęce).

Dawniej gaśnice przeznaczone do gaszenia pożarów urządzeń pod napięciem oraz pożarów znajdujących się w pobliżu urządzeń pod napięciem oznaczano literą E. W nowych gaśnicach informuje o tym napis na korpusie gaśnicy.

## Rodzaje gaśnic
Według środka gaśniczego gaśnice podzielone są na:
- wodne (oznaczenie: GWM[3]) – gaszące pożary A[4].
- proszkowe (oznaczenie: GP[5]) – gaszące pożary ABC z czynnikiem gaśniczym w postaci proszków fosforanowych oraz gaszące pożary BC z czynnikiem gaśniczym na bazie proszków węglanowych; gaśnice proszkowe pomimo dużej skuteczności działania powodują duże straty w mieniu (zabrudzenia będące wynikiem reakcji chemicznych niejednokrotnie eliminują z dalszego użytku ugaszone mienie – w szczególności sprzęt elektroniczny). Obecnie wszystkie znajdujące się na rynku proszki pozwalają na gaszenie pożarów urządzeń elektrycznych znajdujących się pod napięciem do 1000 V pod warunkiem zachowania odległości 1 m od gaszonego urządzenia.
- czyste środki gaśnicze (oznaczenie: GH[6]) – w zależności od użytego środka gaśniczego umożliwiają gaszenie pożarów typu AB, BC lub BCF. W przeciwieństwie do gaśnic pianowych i proszkowych nie pozostawiają śladów na gaszonej powierzchni oraz nie powodują uszkodzeń chemicznych. Kolejną ich zaletą jest to, iż w przeciwieństwie do gaśnic śniegowych nie powodują szoku termicznego gaszonych urządzeń i nie wypierają tlenu z pomieszczeń. Popularnym środkiem gaśniczym tego typu był halon, który obecnie został wycofany z użytkowania ze względu na jego szkodliwy wpływ na warstwę ozonową. Pozwalają na gaszenie urządzeń elektrycznych[7].
- śniegowe CO
2 (oznaczenie: GS[8]) – gaszące pożary typu BC oraz urządzenia pod napięciem. Nie powodują one uszkodzeń chemicznych` ani nie zanieczyszczają gaszonego mienia. Mogą jednak powodować uszkodzenia, wywołując szok termiczny gaszonych urządzeń. Kolejną ich wadą jest to, iż w gaszonym pomieszczeniu podwyższają stężenie dwutlenku węgla, który w stężeniu powyżej 5% jest szkodliwy dla człowieka. Pozwalają na gaszenie pożarów urządzeń elektrycznych znajdujących się pod napięciem do 1000 V pod warunkiem zachowania odległości 1 m od gaszonego sprzętu[9].
- pianowe (płynowe[10]; oznaczenie: GWP[11], GW[10], GPN[12], GWG[13] i GWF[14]) – gaszące pożary typu AB lub ABF. Nowoczesne pozwalają na gaszenie pożarów urządzeń elektrycznych znajdujących się pod napięciem do 1000 V pod warunkiem zachowania odległości 1 m od gaszonego sprzętu[15]. W gaśnicy pianowej środkiem używanym do gaszenia jest piana gaśnicza. Piana gaśnicza powstaje poprzez zmieszanie wody i pianotwórczego koncentratu o roztworze kilkuprocentowym[16].
- tetrowe obecnie wycofane z użycia z powodu wielu wad środka gaśniczego (czterochlorku węgla). Ich działanie polegało na odizolowaniu strefy spalania od powietrza oraz dezaktywacji wolnych rodników. Gasiły one pożary typu BC.
- halonowe częściowo wycofane z obrotu, stosowane głównie w wojsku i lotnictwie. Halon 1011 oraz 1211 zostaje obecnie wypierany przez gaz FE-36, który jest używany w gaśnicach na czyste środki gaśnicze.

Często spotyka się urządzenia gaśnicze (np. spray gaśniczy; oznaczenie zależne od producenta), niespełniające wymagań dotyczących gaśnic lub do zastosowań specjalnych.
Ze względu na sposób magazynowania czynnika roboczego (gazu napędowego) wyróżniamy gaśnice:
- pod stałym ciśnieniem (czynnik roboczy znajduje się w tym samym zbiorniku co środek gaśniczy) – oznaczenie X,
- w których czynnik roboczy powstaje w wyniku reakcji chemicznej (do tej grupy należą stare, obecnie nie produkowane, gaśnice na pianę chemiczną, w których zbicie zbijaka i reakcja chemiczna następuje po odwróceniu jej prądownicą do dołu[20]) – oznaczenie Y,
- z dodatkowym zbiornikiem (zawierającym gaz napędowy; środek gaśniczy znajduje się w odrębnym zbiorniku) – oznaczenie Z.

Dodatkowo wyróżnia się gaśnice, w których środek gaśniczy jest magazynowany razem z gazem napędowym w tym samym zbiorniku – G (większość gaśnic produkowanych w dzisiejszych czasach z wyjątkiem gaśnic zmiennociśnieniowych z nabojem zewnętrznym).
Określono także minimalny czas działania gaśnicy w zależności od stopnia napełnienia i wielkości:
- do 3 [kg/dm³] → 6 [s]
- 3-6 → 9
- 6-10 → 12
- pow. 10 → 15

## Gaśnica samochodowa
W Polsce według przepisów pojazd samochodowy, z wyjątkiem motocykla oraz ciągnika rolniczego i pojazdu wolnobieżnego, musi być wyposażony w gaśnicę. Wymagana jest gaśnica umieszczona w miejscu łatwo dostępnym w razie potrzeby jej użycia. Popularne modele gaśnic proszkowych do pojazdów mają masę 1 lub 2 kg i gaszą pożary typu BC lub ABC. Służą one do gaszenia niewielkich pożarów, zazwyczaj po ich rozpoczęciu – najczęściej są niewielkie pożary elektryki/elektroniki pojazdu. Nie są przeznaczone do gaszenia pożarów komory silnika – wtedy zaleca się wezwanie straży i oddalenie od pojazdu. Ewentualnie można, bez podnoszenia maski (dopływ powietrza może rozszerzyć pożar), próbować gasić ogień przez kratki pojazdu.
Gaśnica jest wymagana w krajach, które podpisały Konwecję o ruchu drogowym w Wiedniu – wymaga ona, by pojazd posiadał obowiązkowe wyposażenie z kraju aktualnej rejestracji. Dlatego też, jadąc do kraju sygnatariusza konwencji, pojazdy zarejestrowane w Polsce muszą posiadać gaśnicę nawet w tych krajach, gdzie zrezygnowano z obowiązku jej posiadania.